# سیاست در آلمان
آلمان یک جمهوری پارلمانی دموکراتیک و فدرال است که در آن قدرت قانونگذاری فدرال در اختیار بوندستاگ (مجلس فدرال آلمان) و بوندسرات (مجلس نمایندگانی از ایالات یا مجلس علیا) است.
دولت فدرال آلمان از سال ۱۹۴۹ به‌طور عمده تحت سلطه احزاب اتحادیه دموکرات مسیحی (CDU) و حزب سوسیال دموکرات آلمان (SPD) قرار داشته‌است. قوه قضاییه آلمان نهادی مستقل از قوه مجریه و مقننه است، این در حالی است که معمولاً اعضای اصلی قوه مجریه نیز اعضای قوه مقننه می‌باشند. نظام سیاسی در قانون اساسی سال ۱۹۴۹ (به آلمانی Grundgesetz) تبیین شده‌است که با اصلاحات جزئی پس از اتحاد مجدد آلمان در سال ۱۹۹۰، قانون اساسی جمهوری فدرال آلمان باقی ماند.
قانون اساسی آلمان از آزادی فردی انسان‌ها حمایت می‌کند و منشأ این آزادی‌ها را حقوق بشر و حقوق مدنی می‌داند. قدرت سیاسی در آلمان مطابق قانون اساسی بین سطوح فدرال و ایالتی و بین قوه مقننه، مجریه و قضاییه تقسیم می‌شود.
آلمان غربی در سال ۱۹۵۸ یکی از اعضای مؤسس جامعه اروپایی بود که در سال ۱۹۹۳ به اتحادیه اروپا تبدیل شد. آلمان بخشی از منطقه شنگن است و از سال ۱۹۹۹ عضو منطقه یورو بوده‌است. این کشور عضو سازمان ملل متحد، ناتو، G7، G20 و OECD است.

## تاریخ

### قبل از سال ۱۹۹۸
با انتخاب کنراد آدناور در سال ۱۹۴۹، جمهوری فدرال آلمان به مدت ۲۰ سال صدراعظمی از حزب دموکرات مسیحی داشت تا اینکه ائتلافی بین سوسیال دموکرات‌ها و لیبرال‌ها به قدرت رسیدند. سال ۱۹۸۲، هلموت کهل رهبر دموکرات مسیحی به قدرت رسید و به مدت ۱۶ سال در ائتلاف با لیبرال‌ها صدراعظم آلمان بود. در دوره هلموت کهل بود که دیوار برلین سقوط کرد؛ آلمان شرقی منحل شد و جمهوری دموکراتیک آلمان به جمهوری فدرال پیوست. در قلمرو سابق جمهوری دموکراتیک آلمان، پنج ایالت جدید تشکیل شدند. دو بخش شرقی و غربی برلین نیز به هم پیوستند و شهر-ایالت برلین را تشکیل دادند.
نظام سیاسی جمهوری فدرال بعد از اتحاد کم و بیش بدون تغییر باقی ماند. مقررات خاص برای قلمرو آلمان شرقی سابق از طریق معاهده اتحاد بین جمهوری فدرال و جمهوری دموکراتیک قبل از روز اتحاد در ۳ اکتبر ۱۹۹۰ اعمال شد. با این حال دو بخش شرقی و غربی آلمان که به هم پیوسته بودند، نظام حزبی متمایزی را داشتند: در غرب احزاب سبز و لیبرال عمدتاً احزاب اپوزیسیون بودند، در حالی که در شرق، حزب حاکم سوسیالیست سابق که بعد از اتحاد حزب چپ نامیده می‌شد، همراه با دموکرات‌های مسیحی و سوسیال دموکرات‌ها فعالیت بیشتری داشت.

### ۱۹۹۸–۲۰۰۵

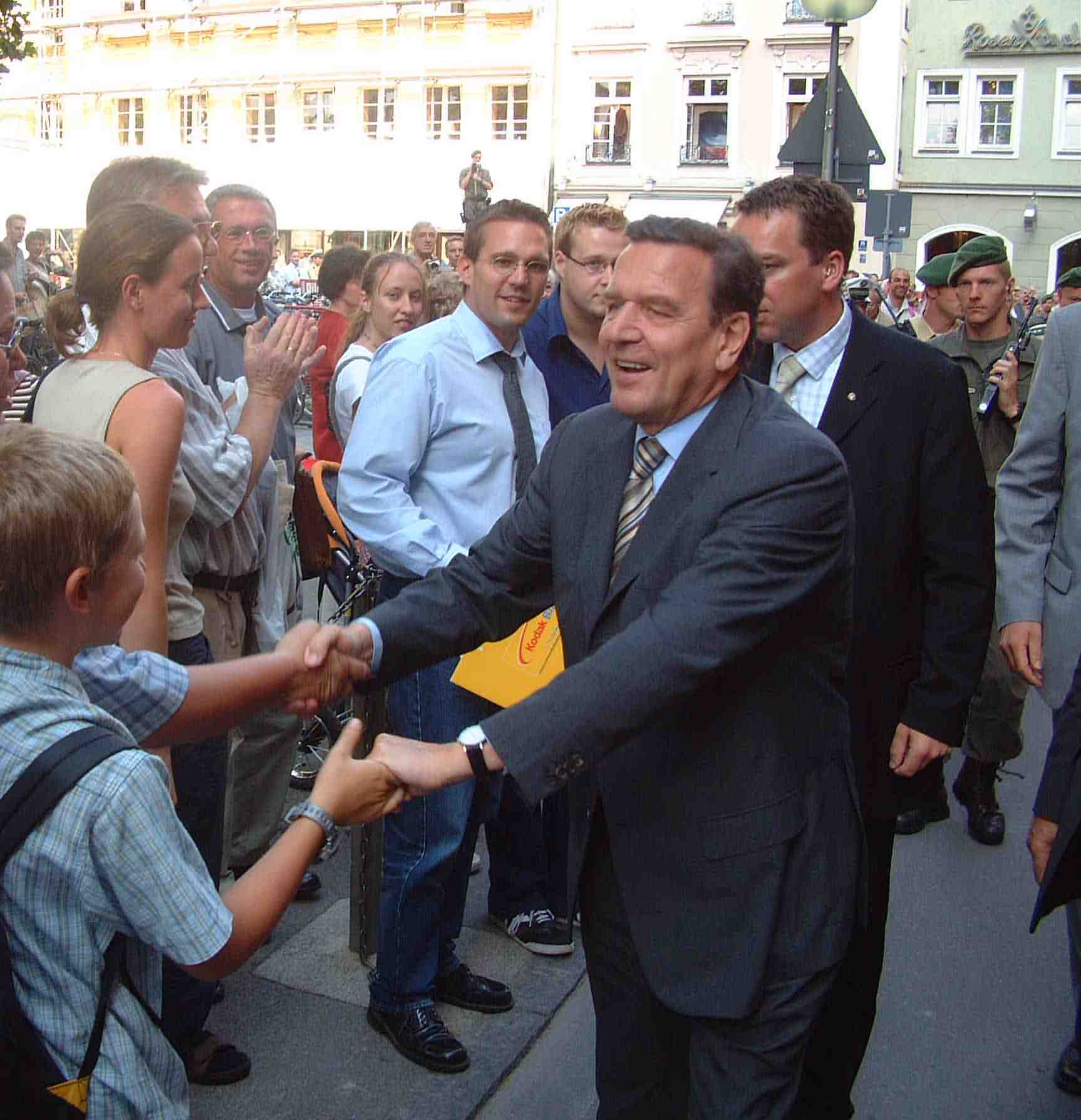
گرهارد شرودر در انتخابات ۲۰۰۲

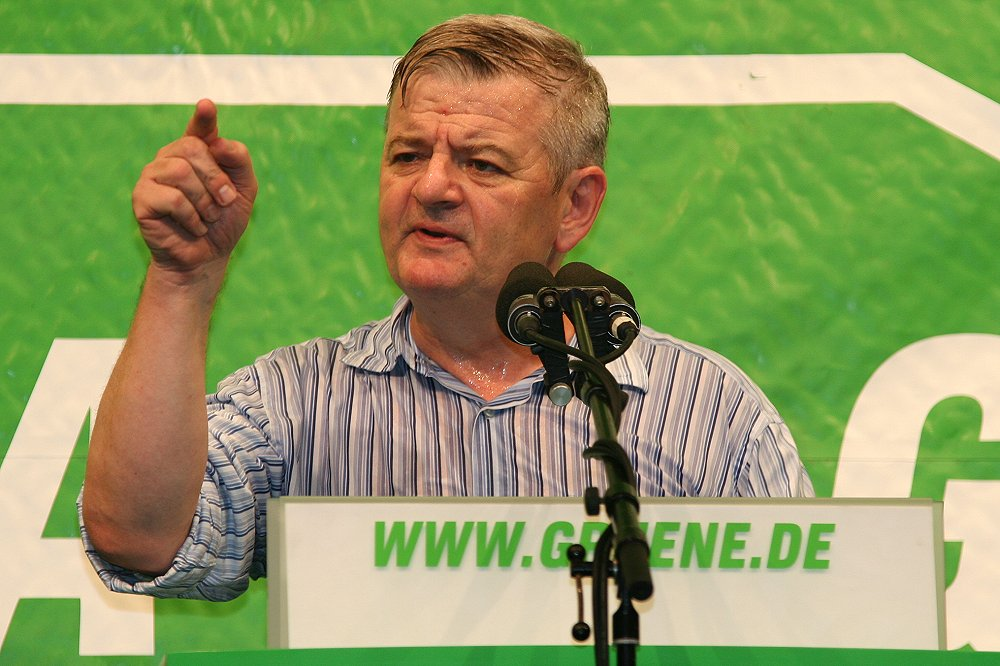
یوشکا فیشر در انتخابات ۲۰۰۵

پس از ۱۶ سال ائتلاف دموکرات مسیحی‌ها و لیبرال به رهبری هلموت کهل، حزب سوسیال دموکرات آلمان (SPD) به همراه سبزها در انتخابات بوندستاگ سال ۱۹۹۸ پیروز شدند. گرهارد شرودر نایب رئیس حزب سوسیال دموکرات، برخلاف اسکار لافونتین رهبر چپ‌گرای حزب، خود را به عنوان یک نامزد میانه‌رو معرفی کرد. دولت کهل بخاطر رشد اقتصادی کندتر و بیکاری بالا در بخش شرقی، به‌طور دائم در نظرسنجی‌ها عقب مانده بود. در نتیجه نهایی انتخابات، اختلاف آرای حزب دموکرات مسیحی و سوسیال دموکرات‌ها به قدری بالا بود که امکان ائتلاف «قرمز-سبز» یعنی حزب سوسیال دموکرات با اتحاد ۹۰/سبزها را فراهم کرد و حزب سبز برای اولین بار وارد دولت شد.
مشکلات بنیادین در داخل حزب سوسیال دموکرات در آن سال‌ها و درگیری‌های داخلی بین جناح میانه و رادیکال حزب سوسیال دموکرات به مرور باعث کاهش محبوبیت این حزب در بین رای‌دهندگان می‌شد. بعد از کشمکش‌ها، اسکار لافونتین دولت فدرال و سپس حزب سوسیال دموکرات را ترک کرد. سوسیال دموکرات‌ها در چند انتخابات ایالتی از رقیب دموکرات مسیحی خود عقب افتادند، اما رسوایی مالی در دوره کهل که در حزب دموکرات مسیحی اتفاق افتاده بود و در سال ۲۰۰۲ افشا شد، باعث شد که سوسیال دموکرات برای پیروزی در انتخابات بخت بیشتری داشته باشند. بعد از این رسوایی حزبی بود که آنگلا مرکل رهبری حزب دموکرات مسیحی آلمان را به عهده گرفت.
دور بعدی انتخابات در سپتامبر ۲۰۰۲ برگزار شد و ائتلاف سوسیال دموکرات‌ها و سبزها بار دیگر اکثریت بوندستاگ را به‌دست آوردند و حزب دموکرات مسیحی به رهبری ادموند اشتویبر شکست را پذیرفت. از جمله دلایل پیروزی سوسیال دموکرات‌ها مخالفتشان با جنگ عراق، مدیریت مشکلات مربوط به سیل سال ۲۰۰۲ و همچنین عدم محبوبیت حزب دموکرات مسیحی در شرق آلمان بودند.

کرسی‌های بوندستاگ بعد از انتخابات فدرال ۲۰۰۵:
حزب چپ]: ۵۴ کرسی
سوسیال دموکرات‌ها: ۲۲۲ کرسی
سبزها: ۵۱ کرسی
حزب دموکرات آزاد: ۶۱ کرسی
اتحادیه دموکرات مسیحی: ۱۸۰ کرسی
اتحادیه سوسیال مسیحی بایرن: ۴۶ کرسی

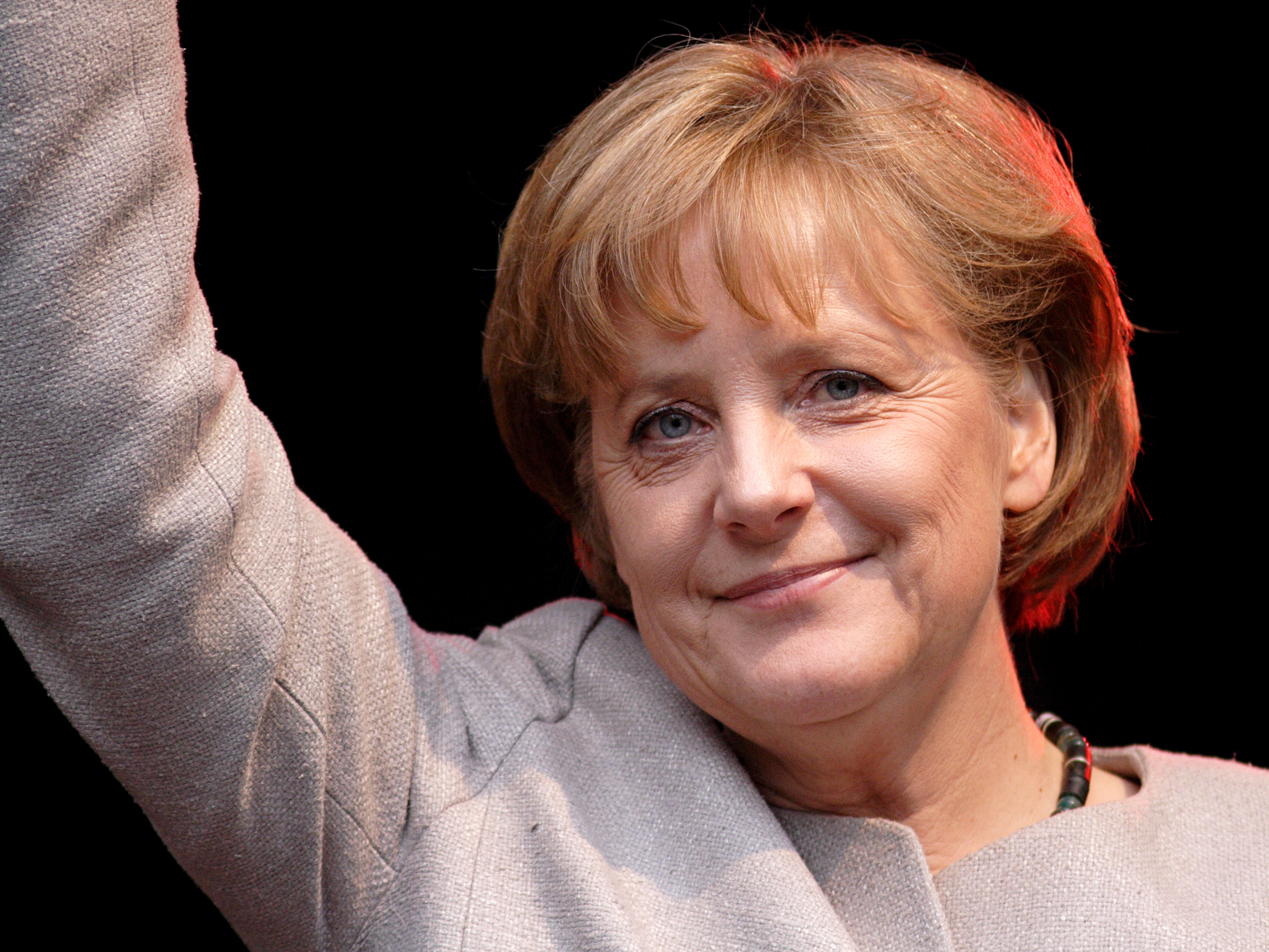
آنگلا مرکل، صدراعظم پیشین از اتحادیه دموکرات مسیحی

بعد از آن روند کاهش محبوبیت حزب سوسیال دموکرات دوباره آغاز شد. در انتخابات پارلمانی ایالت نیدرزاکسن در سال ۲۰۰۳ (همان ایالتی که شرودر در سال‌های ۱۹۹۰ تا ۱۹۹۸ نخست‌وزیر آن بود) سوسیال دموکرات‌ها شکست سختی خوردند. در آوریل ۲۰۰۳ گرهارد شرودر طرح اقتصادی جدید خود با نام آگندای ۲۰۱۰ را ارائه داد که طی آن حقوق بیکاری کاهش می‌یافت. با اینکه این اصلاحات باعث خشم مردم شد و تظاهرات وسیعی را در پی داشت، باعث عملکرد موفق اقتصادی آلمان در سال‌های بعد از آن یعنی دوره بحران مالی منطقه یورو و همچنین کاهش بیکاری در سال‌های ۲۰۰۶ و ۲۰۰۷ شد.

### ۲۰۰۵–۲۰۰۹
در انتخابات ایالتی ۲۲ مه ۲۰۰۵ در ایالت نوردراین-وستفالن، حزب سوسیال دموکرات شکست سختی را متحمل شد. این ایالت همواره به‌طور سنتی به حزب سوسیال دموکرات تمایل داشت. کمتر از نیم ساعت بعد از اعلام نتیجه انتخابات در این ایالت، فرانتس مونته‌فرینگ دبیرکل حزب سوسیال دموکرات اعلام کرد که صدراعظم آلمان باید راه را برای انتخابات زودهنگام هموار کند.
این اظهارنظر با تعجب افکار عمومی در آلمان همراه بود؛ به‌خصوص اینکه محبوبیت حزب سوسیال دموکرات در نظرسنجی‌های فدرال به کمتر از ۲۰ درصد رسیده بود. به محض اعلام این خبر، حزب دموکرات مسیحی اعلام کرد که در انتخابات فدرال بعدی آنگلا مرکل به‌عنوان اولین زن در تاریخ آلمان کاندیدای پست صدراعظمی خواهد شد.
در این دوره انتخابات، حزب تازه تأسیس کار و عدالت اجتماعی (WASG) که از حزب سوسیال دموکرات منشعب شده بود به همراه حزب سوسیالیسم دموکراتیک آلمان (PDS) که بازمانده حزب حاکم آلمان شرقی سابق بود، حزب چپ آلمان را تشکیل دادند. حضور چهره‌های شاخص از این دو حزب از قبیل اسکار لافونتین از حزب کار و عدالت اجتماعی و گرگور گیزی از حزب سوسیالیسم دموکراتیک در حزب تازه تأسیس چپ، این حزب را زبانزد رسانه‌ها و اذهان عمومی کرد و برخی از نظرسنجی‌ها محبوبیت آن را در سطح فدرال تا ۱۲ درصد ارزیابی می‌کردند.
با وجود اینکه اکثر نظرسنجی‌ها در بین ماه‌های مه تا ژوئن ۲۰۰۵ پیروزی قاطع حزب دموکرات مسیحی در انتخابات زودهنگام را پیش‌بینی می‌کردند، با نزدیک شدن به زمان انتخابات شرایط کمی تغییر کرد. در انتخابات زودهنگام که در سپتامبر ۲۰۰۵ برگزار شد، تعداد حزب دموکرات مسیحی حتی نسبت به انتخابات ۲۰۰۲ کمی کاهش یافت و با ۳۵/۲ درصد کل آرا با اختلاف کمی نسبت به سوسیال دموکرات‌ها حزب اول از لحاظ تعداد آرا شد و ۴ کرسی بیشتر از رقیب سوسیال دموکرات خود کسب کرد. با این نتایج، امکان تشکیل ائتلاف دموکرات مسیحی‌ها و لیبرال‌ها ناممکن بود. با این حال تعداد کرسی‌ها حزب سوسیال دموکرات به همراه شریک ائتلافی خود حزب سبز نیز به اکثریت نمی‌رسید. حزب چپ نیز در این انتخابات ۸/۷ درصد آرا را به خود اختصاص داد و وارد بوندستاگ شد.
با نتایج به‌دست آمده در انتخابات، تنها گزینه محتمل برای تشکیل دولت، ائتلافی از دو حزب بزرگ دموکرات مسیحی و سوسیال دموکرات یا به اصطلاح ائتلاف بزرگ بود. در روز ۲۲ نوامبر ۲۰۰۵ آنگلا مرکل رهبر حزب دموکرات مسیحی در حضور هورست کوهلر رئیس‌جمهور فدرال به‌عنوان صدراعظم جدید آلمان سوگند یاد کرد. تشکیل دولتی با ائتلاف بزرگ در واقع باعث موفقیت احزاب کوچکتر در انتخابات ایالتی شد. از آنجایی که اتحادیه سوسیال-مسیحی بایرن که حزب خواهر دموکرات مسیحی‌ها در ایالت بایرن به‌شمار می‌رود، در انتخابات ایالتی سال ۲۰۰۸ اکثریت را در این ایالت از دست داد و مجبور به ائتلاف با حزب دموکرات‌های آزاد برای تشکیل دولت ایالتی شد، ائتلاف بزرگ در شورای فدرال یا بوندسرات نیز اکثریت خود را از دست داد و در بسیاری از موارد مجبور به جلب نظر حزب دموکرات‌های آزاد برای پیش‌برد طرح‌های خود بود. در نوامبر ۲۰۰۸ حزب سوسیال دموکرات فرانتس مونتفرینگ را دوباره به رهبری این حزب برگزید و فرانک والتر اشتاین‌مایر نیز کاندیدای مقام صدراعظمی از این حزب برای انتخابات فدرال سال ۲۰۰۹ شد. در انتخابات فدرال ۲۰۰۹ مشخص می‌شد که احزاب تشکیل دهنده دولت محبوبیت خود را از دست داده‌اند که این ریزش آرا برای حزب سوسیال دموکرات بیشتر بود. کاهش آرای دموکرات مسیحی‌ها به اندازه حزب سوسیال دموکرات نبود؛ اما این حزب در انتخابات فدرال ۲۰۰۹ بدترین آرای خود را از ۱۹۴۹ کسب کرد. در این انتخابات سه حزب کوچکتر در اپوزیسیون عملکرد موفق‌تری نشان دادند که بیشترین جهش آرای مربوط به لیبرال‌های حزب دموکرات‌های آزاد بود که توانستند با ۱۴/۶ درصد آرا بهترین نتیجه انتخاباتی تاریخ خود را کسب کنند.

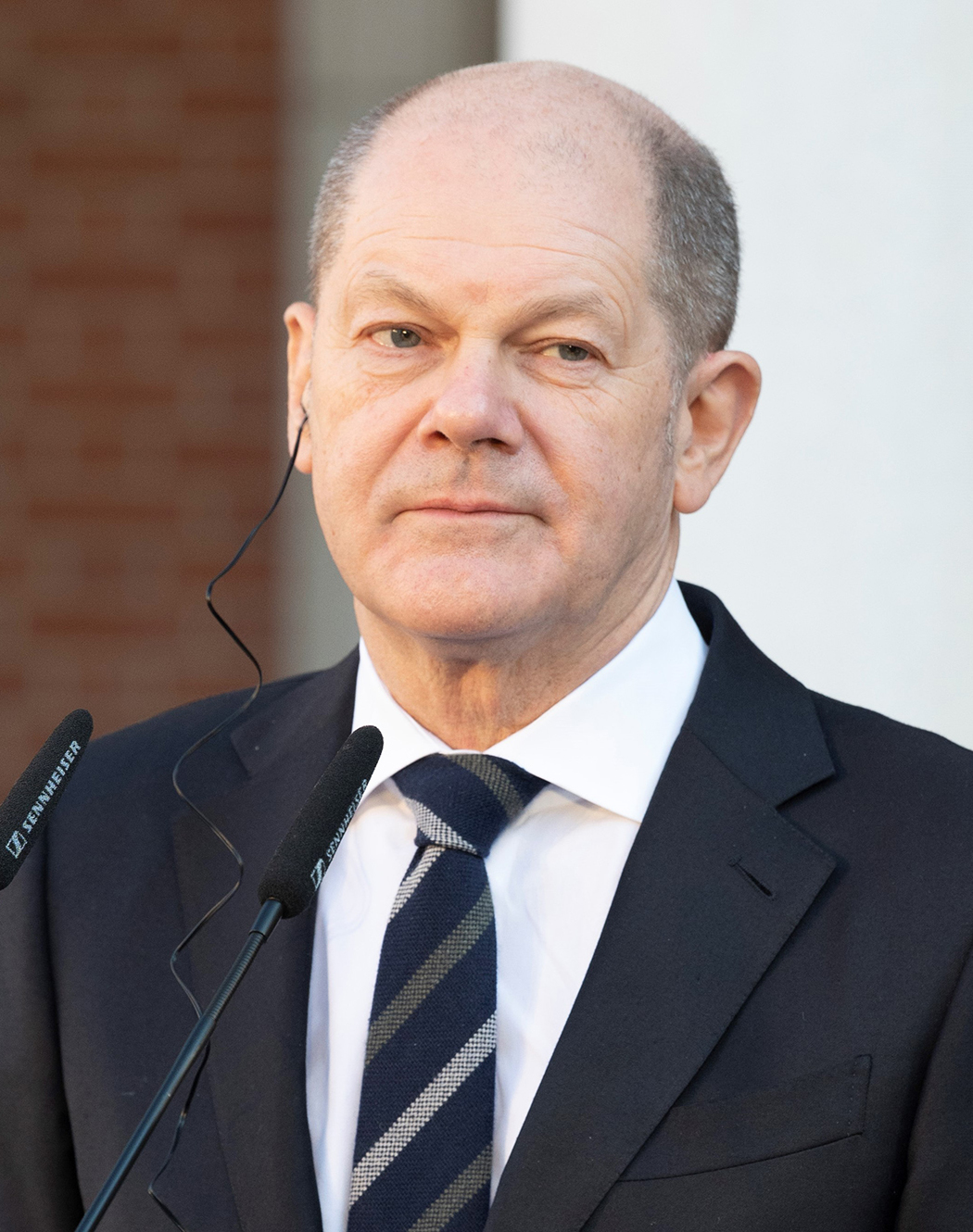
اولاف شولتس، صدراعظم فعلی از سال ۲۰۲۱.

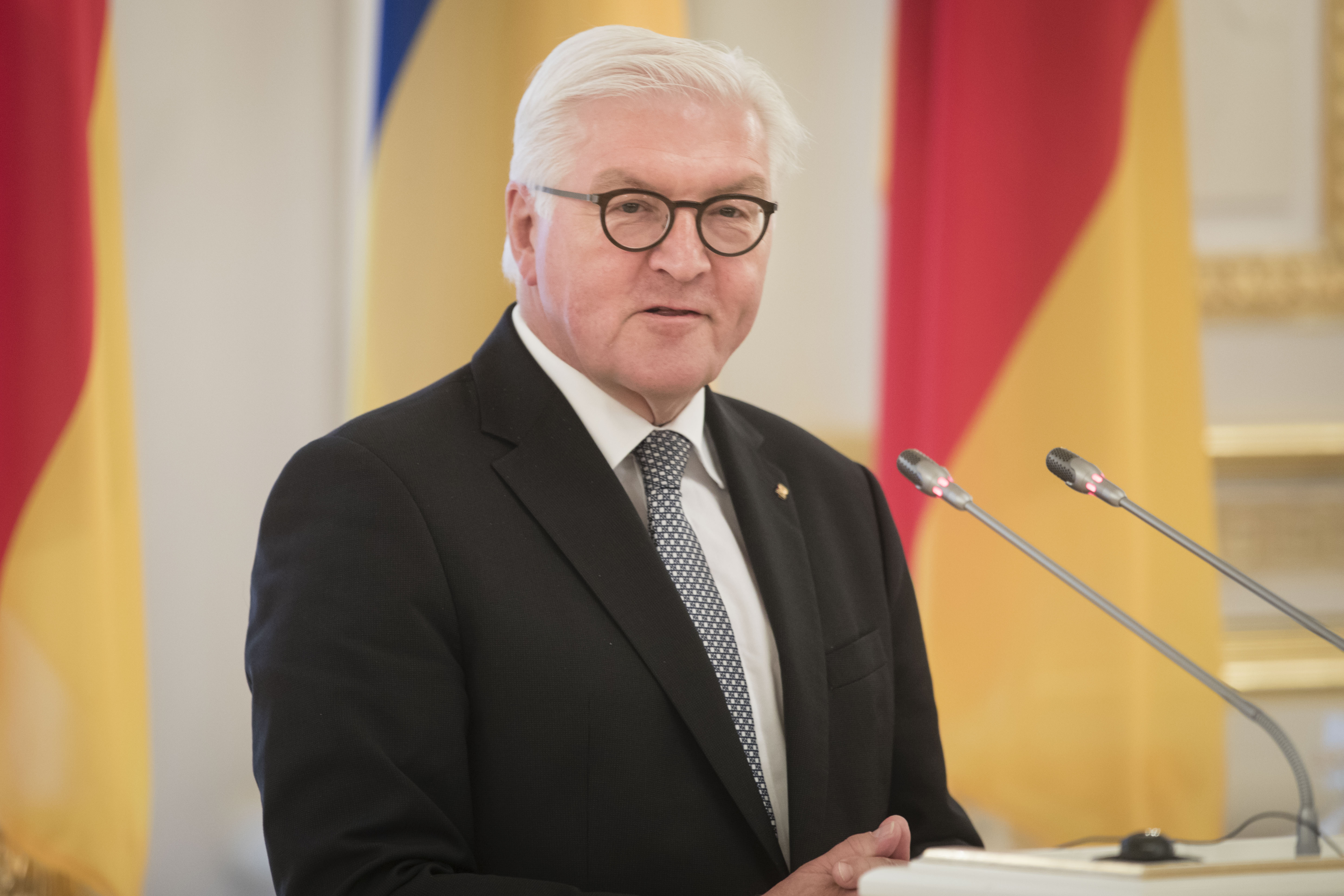
فرانک والتر اشتاین‌مایر کاندیدای حزب سوسیال دموکرات برای تصدی مقام صدراعظم در انتخابات فدرال ۲۰۰۹ بود که از سال ۲۰۱۷ رئیس‌جمهور فدرال آلمان است.

### ۲۰۰۹–۲۰۱۳
در انتخابات سال ۲۰۰۹ حزب اتحادیه در ائتلاف با دموکرات‌های آزاد ۳۳۲ کرسی از ۶۲۲ کرسی را به‌دست آورد و آنگلا مرکل موفق شد دومین دولت خود را از ۲۷ اکتبر همان سال تشکیل دهد. گیدو وستروله رهبر حزب دموکرات‌های آزاد نیز به‌عنوان معاون صدراعظم و وزیر خارجه مشغول به کار شد. با این‌حال اندکی بعد دموکرات‌های آزاد در انتخابات‌های ایالتی شکست‌های سنگینی را متحمل شدند. دموکرات‌های آزاد در کمپین انتخاباتی خود قول داده بودن که در صورت رسیدن به قدرت مالیات را کاهش دهند ولی بعد از تشکیل ائتلاف با توجه به تبعات بحران مالی سال ۲۰۰۸ موفق به این کار نشدند. به دلیل ریزش آرا و کاهش محبوبیت حزب، گیدو وستروله از رهبری حزبش کنار رفت و جای خود را به فیلیپ روسلر داد که در آن زمان وزیر فدرال بهداشت بود و متعاقب آن روسلر به معاونت صدراعظم نیز منصوب شد. کمی بعد از آن روسلر وزیر فدرال اقتصاد و تکنولوژی شد.
بعد از شکست سوسیال دموکرات‌ها در انتخابات فدرال، زیگمار گابریل از وزرای فدرال سابق و نخست‌وزیر ایالت نیدرزاکسن رهبری این حزب را به عهده گرفت و فرانک والتر اشتاین‌مایر نیز به ریاست گروه پارلمانی سوسیال دموکرات‌ها رسید. گابریل بعد از مدتی از ریاست حزب کنار رفت و جای خود را به مارتین شولتس داد که در آن زمان ریاست پارلمان اروپا را به عهده داشت.

### ۲۰۱۳–۲۰۱۷
هجدهمین دوره انتخابات فدرال آلمان با پیروزی چشمگیر حزب دموکرات مسیحی و در صدر آن آنگلا مرکل همراه بود. حزب دموکرات مسیحی به همراه اتحادیه سوسیال مسیحی حزب خواهر خود در ایالت بایرن توانست ۴۱/۵٪ از آرا را به خود اختصاص دهد که بهترین نتیجه این حزب در انتخابات فدرال از سال ۱۹۹۴ بود. با این حال شریک دیرینه ائتلافی حزب اتحادیه یعنی لیبرال‌های حزب دموکرات مسیحی که از بعد از انتخابات فدرال قبلی با کاهش آرا مواجه شده بودند نتوانستند حدنصاب ۵ درصد آرا برای ورود به بوندستاگ را کسب کنند و بنابراین از شرکت در دولت ائتلافی بازماندند. با در نظر گرفتن این واقعیت که حزب اتحادیه حائز اکثریت برای تشکیل دولت نشده بود، این حزب گفتگوهای تشکیل دولت ائتلافی را با حزب سوسیال دموکرات آغاز کرد. گفتگوهای بسیار طولانی سرانجام به موافقت حزب سوسیال دموکرات انجامید و زیگمار گابریل به معاونت صدراعظم آلمان و وزارت امور اقتصادی و انرژی رسید و آنگلا مرکل سومین دولت خود را تشکیل داد. دولت ائتلافی در این دوره حائز ۵۰۴ کرسی از ۶۳۱ کرسی بوندستاگ شد که شرایط را برای احزاب اپوزیسیون یعنی حزب چپ و حزب سبز بسیار نامساعد می‌کرد. در این دوره از بوندستاگ حزب چپ ۶۴ کرسی و حزب سبز ۶۳ کرسی را به‌دست آوردند و تعداد کرسی آن‌ها برای ایفای نقش اپوزیسیون بسیار کم بود.

### ۲۰۱۷–۲۰۲۱
انتخابات فدرال دوره هجدهم آلمان در روز ۲۴ سپتامبر ۲۰۱۷ برگزار شد. نتایج انتخاباتی برای دو حزب عمده اتحادیه و حزب سوسیال دموکرات شبیه به نتایج سال ۲۰۰۹ بود که دو حزب وارد ائتلاف شدند و در دوره بعد شکست‌های سنگینی را متحمل شدند. در این انتخابات رای‌های زیادی به احزاب کوچکتر ریخته شد و برای اولین بار از سال ۱۹۵۰ یک حزب راست افراطی با نام آلترناتیو برای آلمان توانست وارد بوندستاگ شود.
از آنجایی که حزب اتحادیه ۳۳ درصد کل آرا را کسب کرد، آنگلا مرکل برای چهارمین دور صدر اعظم آلمان شد. شرایط برای تشکیل ائتلافی در این دوره از انتخابات دشوار بود، زیرا هیچ حزبی حاضر به مشارکت با حزب آلترناتیو برای آلمان برای تشکیل دولت ائتلافی نبود. یکی از گزینه‌های ائتلاف، تشکیل ائتلافی موسوم به جاماییکا (با در نظر گرفتن رنگ‌های احزاب که شبیه به پرچم جامائیکا بود) متشکل از حزب اتحادیه، حزب سبز و حزب دموکرات‌های آزاد بود. گزینه دیگر تشکیل دوباره ائتلاف بزرگ متشکل از حزب اتحادیه و حزب سوسیال دموکرات بود که از ابتدا مورد مخالفت سوسیال دموکرات‌ها به رهبری مارتین شولتس قرار گرفت.

کرسی‌های بوندستاگ بعد از انتخابات فدرال ۲۰۱۷:
حزب چپ]: ۶۹ کرسی
سوسیال دموکرات‌ها: ۱۵۳ کرسی
سبزها: ۶۷ کرسی
حزب دموکرات آزاد: ۸۰ کرسی
اتحادیه دموکرات مسیحی: ۲۰۰ کرسی
اتحادیه سوسیال مسیحی بایرن: ۴۶ کرسی
آلترناتیو برای آلمان: ۹۴ کرسی

اول گفتگوهای تشکیل دولت توسط حزب اتحادیه با احزاب سبز و دموکرات‌های آزاد انجام شد که مدتی بعد با مخالفت‌های حزب دموکرات‌های آزاد در برنامه‌های تشکیل دولت به بن‌بست رسید. با طولانی شدن زمان گفتگوهای ائتلافی، رئیس‌جمهور فدرال فرانک والتر اشتاین‌مایر احزاب سیاسی را به گفتگو فرا خواند که این عمل تا آن زمان از سوی رئیس‌جمهور فدرال سابقه نداشت.
سرانجام با تغییر موضع حزب سوسیال دموکرات، گفتگوهای رسمی بین این حزب و حزب اتحادیه برای تشکیل دولت از ژانویه ۲۰۱۸ آغاز شد و قرارداد تشکیل دولت ائتلافی سرانجام در روز ۱۲ مارس ۲۰۱۸ یعنی ۶ ماه بعد از انتخابات توسط دو حزب امضا شد و آنگلا مرکل برای بار چهارم صدراعظم آلمان شد.

### ۲۰۲۱ به بعد
انتخابات نوزدهمین دوره بوندستاگ در میانه بحران کرونا در روز ۲۶ سپتامبر ۲۰۲۱ برگزار شد. در این دوره آنگلا مرکل خود را برای پنجمین دوره صدارت خود از سوی اتحادیه دموکرات مسیحی نامزد نکرد و با این حال رکورد دومین صدراعظم با طولانی‌ترین دوره صدارت در آلمان را بعد از هلموت کهل نصیب خود کرد. در این دوره از انتخابات حزب سوسیال دموکرات بعد از سال‌ها با افزایش آرا مواجه شد و به حزب اول با بیشترین تعداد آرا بدل شد و توانست دولت ائتلافی را با مشارکت سبزها و حزب دموکرات‌های آزاد تشکیل دهد.
در فوریه ۲۰۲۲ فرانک والتر اشتاین‌مایر برای یک دوره دیگر به‌عنوان رئیس‌جمهور فدرال آلمان برگزیده شد. با اینکه مقام ریاست جمهوری در آلمان یک مقام تشریفاتی است، دوره ریاست اشتاین‌مایر بر این مقام دوره‌ای از ثبات و همبستگی تلقی می‌شود.

## قانون اساسی
قانون اساسی جمهوری فدرال آلمان (به آلمانی: Grundgesetz der Bundesrepublik Deutschland) در روز ۸ مه ۱۹۴۹ به‌طور رسمی مورد پذیرش قرار گرفت و بعد از آنکه در روز ۱۲ مه به امضای متفقین پیروز جنگ جهانی دوم رسید از روز ۲۳ مه به مرحله اجرا درآمد. قانون اساسی ۱۹۴۹ پاسخی بود به نقص‌های قانون اساسی ۱۹۱۹ جمهوری وایمار که به قدرت رسیدن نازی‌ها در سال ۱۹۳۳ انجامید. این قانون اساسی بعد از فروپاشی آلمان شرقی و اتحاد دوباره آلمان قانون اساسی بخش شرقی آلمان نیز به حساب آمد.

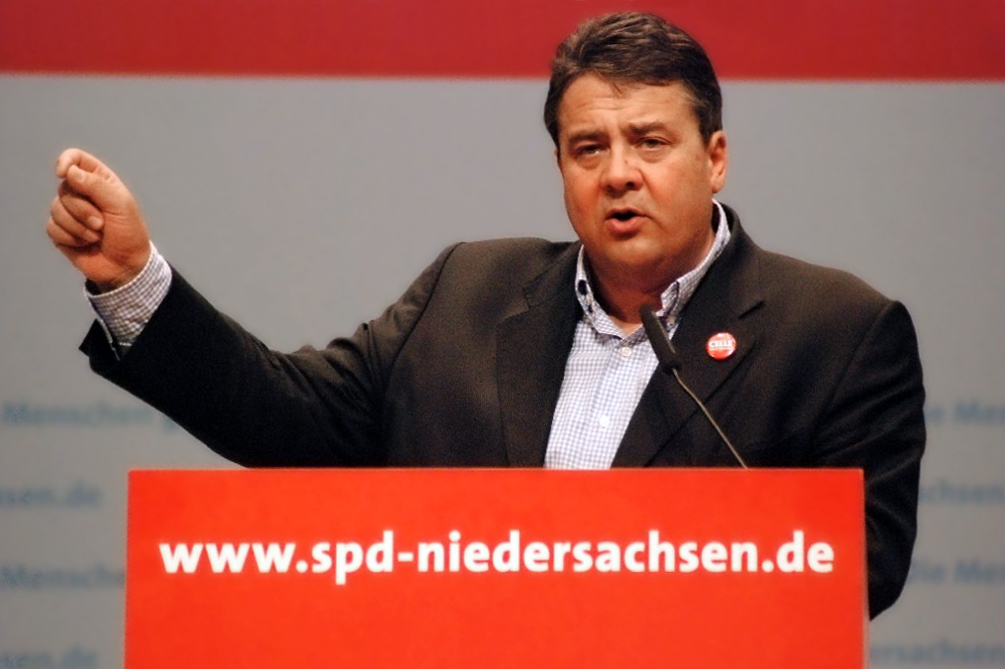
زیگمار گابریل: رهبر حزب سوسیال دموکرات آلمان از سال ۲۰۰۹ تا ۲۰۱۷ و معاون صدراعظم آلمان در بین سال‌های ۲۰۱۳ تا ۲۰۱۷

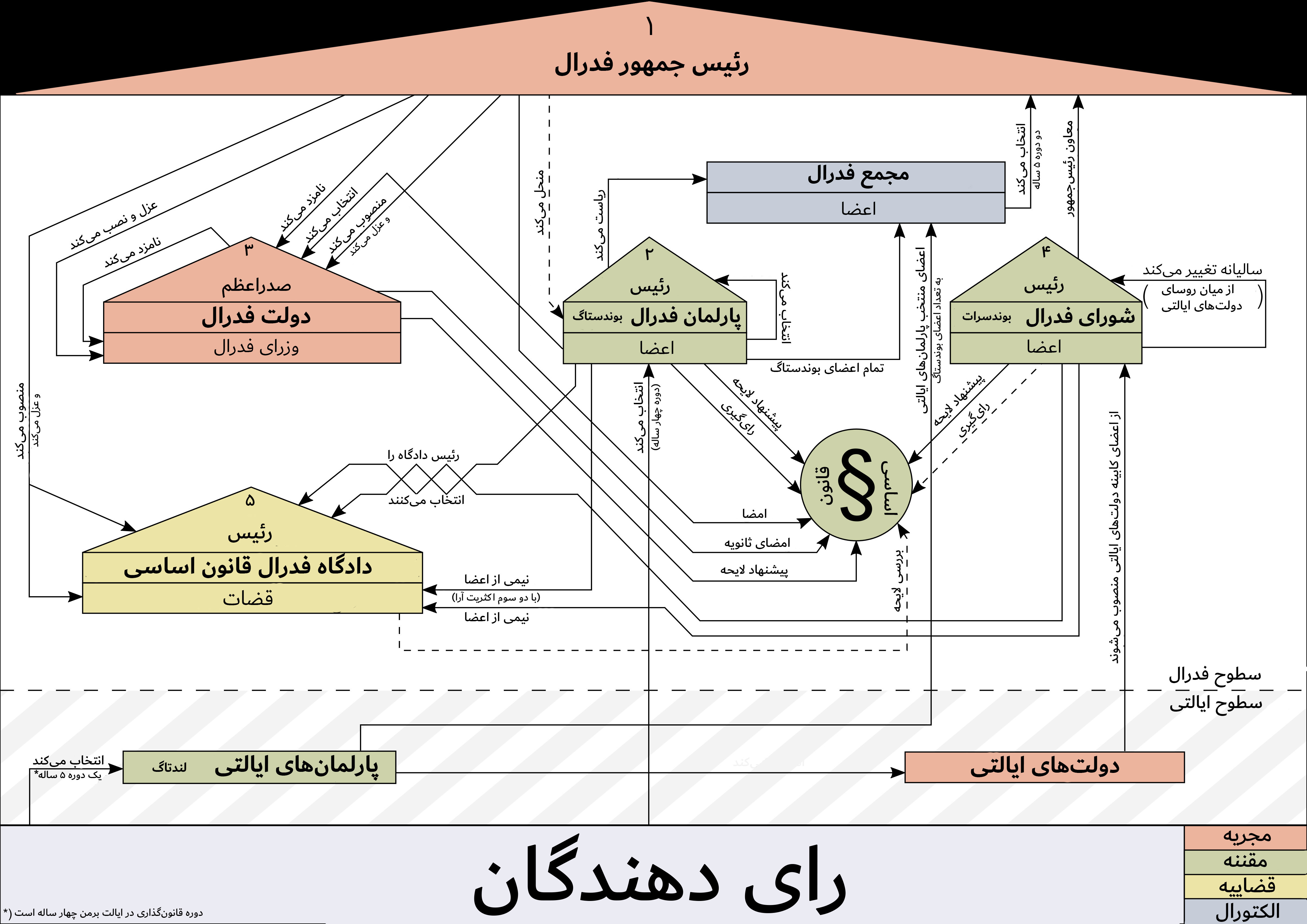
ساختار سیاسی در جمهوری فدرال آلمان

## قوه مجریه

### رئیس کشور
رئیس کشور در آلمان بر طبق قانونی اساسی رئیس‌جمهور فدرال است. بر طبق این قانون، رئیس دولت فدرال در آلمان، صدراعظم فدرال است و رسیدگی به امور روزمره در آلمان بر عهده اوست، این در حالی است که مقام ریاست جمهوری با عنوان رئیس کشور مقامی عمدتاً تشریفاتی است. رئیس‌جمهورهای فدرال در آلمان با درنظر گرفتن عملکرد و حضورشان در بین عموم، سمبلی برای وجود دولت آلمان، مشروعیت و اتحادش به‌شمار می‌روند و دفتر رئیس‌جمهور فدرال نقشی هماهنگ‌کننده در جمهوری فدرال آلمان برعهده دارد. تقریباُ تمام تصمیمات سیاسی رئیس‌جمهور آلمان با امضای تأیید اعضای دولت مشروعیت می‌یابد.

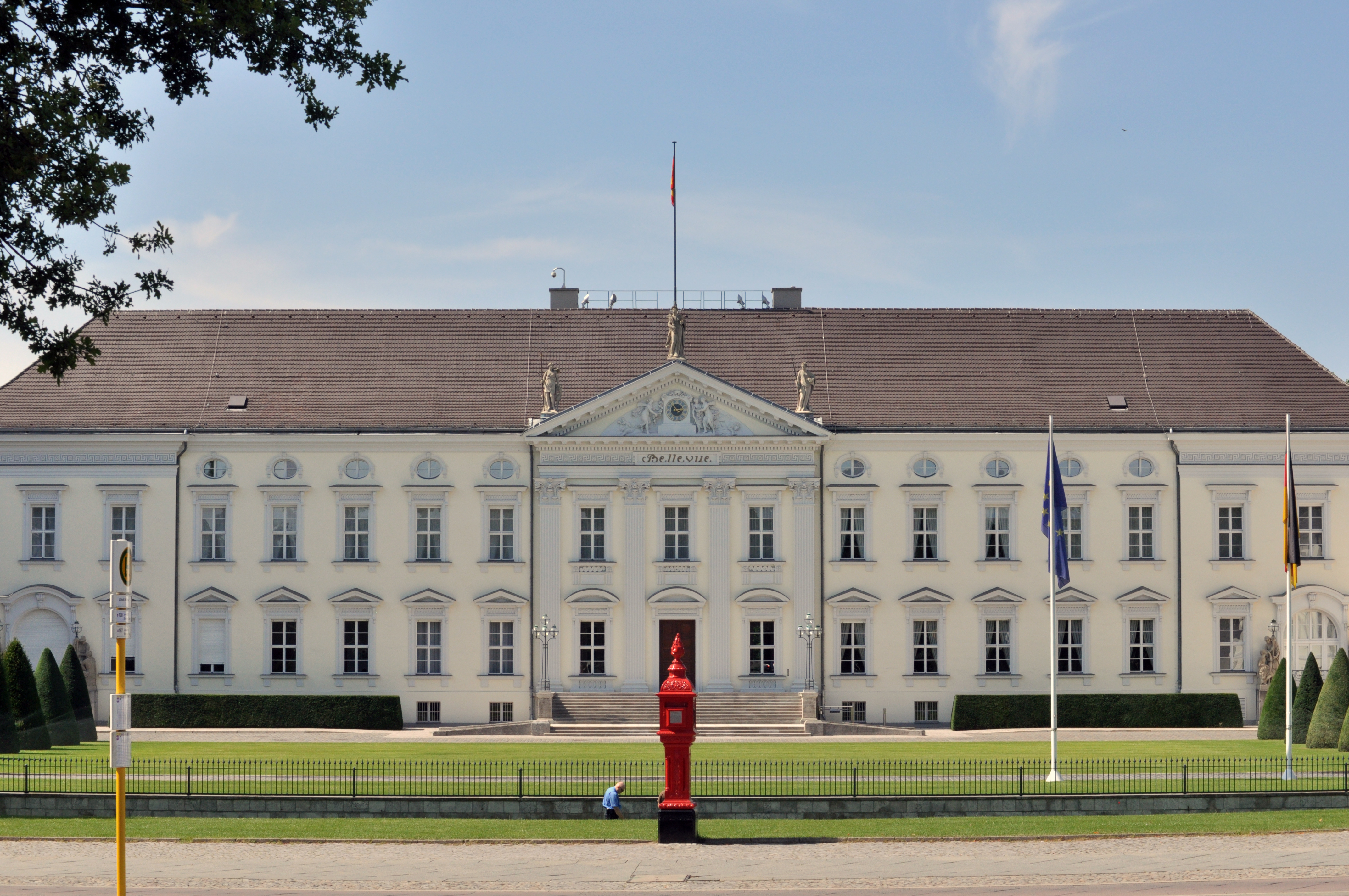
کاخ بلوو، مقر رئیس‌جمهور آلمان

رئیس‌جمهور طبق قانون اساسی موظف نیست از ابرازنظر در امور سیاسی خودداری کند. با این حال از او انتظار می‌رود که به بحث‌های عمومی سیاسی و اجتماعی جهت دهد، اما این اظهارنظرها نباید به گونه ای باشد که وابستگی او را به یکی از احزاب نشان دهد. اکثر روسای جمهور آلمان قبل از تصدی پست، سیاستمداران فعال بودن و به یکی از احزاب در آلمان وابستگی حزبی داشتند. با این حال تمامی آن‌ها وابستگی حزبی خود را بعد از رسیدن به مقام ریاست‌جمهوری کنار گذاشتند. رئیس‌جمهور می‌بایست ساکن اقامت‌گاه رسمی در کاخ بلوو باشد.
مطابق بند ۱ ماده ۵۹ قانون اساسی، رئیس‌جمهور فدرال نماینده جمهوری فدرال آلمان در مسائل حقوق بین‌الملل است، انعقاد معاهدات بین‌المللی از سمت دولت با کشورهای دیگر و اعتبار دادن به سفرای کشورهای خارجی از وظایف دیگر اوست. تمام قوانین فدرال قبل از اجرایی شدن باید توسط رئیس‌جمهور امضا شود. او حق وتو ندارد، اما در صورتی که قوانین پیشنهادی دولت مغایر با قانون اساسی باشد، او می‌تواند از پذیرش این قوانین امتناع کند و مشروعیت این حق در آلمان موضوعی برای بحث است. این دفتر در حال حاضر توسط فرانک والتر اشتاین مایر (از سال ۲۰۱۷) اداره می‌شود.
رئیس‌جمهور فدرال در نظام سیاسی، به ویژه در ایجاد دولت جدید و انحلال بوندستاگ نقشی اساسی دارد. این نقش معمولاً فرمایشی است اما در صورت بی‌ثباتی سیاسی می‌تواند حائز اهمیت باشد. علاوه بر این، مطابق ماده ۸۱ قانون اساسی رئیس‌جمهور فدرال به همراه شورای فدرال در صورت وجود وضعیت اضطراری می‌توانند از دولت حمایت کنند تا قوانینی را برخلاف میل بوندستاگ به تصویب برساند. با این حال، تاکنون هیچ رئیس‌جمهور فدرالی در آلمان مجبور به استفاده از این «اختیارات اضافی» نشده‌است.

### رئیس دولت
صدراعظم فدرال (Bundeskanzler) در آلمان، رئیس دولت فدرال (Bundesregiereung) و رئیس قوه مجریه در این کشور است. صدراعظم توسط بوندستاگ یا مجلس فدرال انتخاب می‌شود و به این نهاد پاسخگوست. وزرای فدرال سایر اعضای دولت فدرال هستند که توسط صدراعظم فدرال انتخاب می‌شوند. بر این اساس نظام سیاسی آلمان را می‌تواند یک نظام پارلمانی به‌شمار آورد. ریاست دولت فدرال در حال حاضر (از سال ۲۰۲۱) به عهده اولاف شولتس از حزب سوسیال دموکرات است.

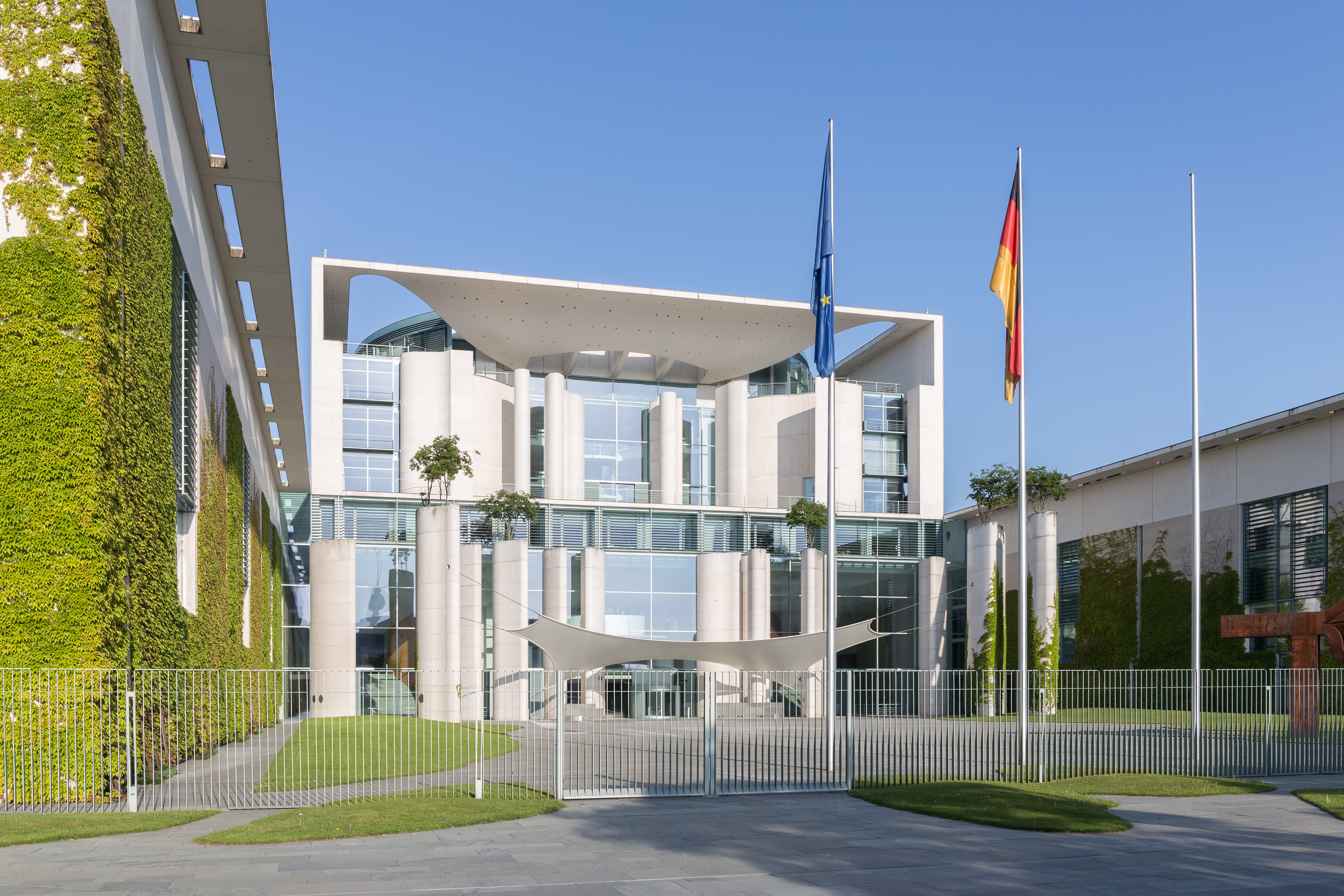
ساختمان صدارت عظمای آلمان، مقر صدراعظم آلمان

صدراعظم فدرال آلمان در دوره خدمت چهار ساله خود در صورتی که جایگزینی برایش توسط بوندستاگ تعیین نشده باشه نمی‌تواند از کار برکنار شود. فرایند تغییر صدراعظم از طریق رای سازنده عدم اعتماد در قانون اساسی آلمان تصویب شده در دوره بعد از جنگ جهانی دوم در واکنش به نقص‌های قوانین جمهوری وایمار پیشنهاد شد که جلوی هرج و مرج ناشی از خلأ قدرت را در آلمان بگیرد. در دوره جمهوری وایمار صدراعظم‌های متعدد در مدت کوتاه بدون داشتن حمایت بوندستاگ از طریق فرمان رئیس‌جمهور رایش به قدرت رسیدند و باعث بی‌ثباتی سیاسی در آلمان در دهه سی شدند. قانون فعلی همچنین دست صدراعظم را برای درخواست انتخابات زودهنگام بدون دلیل موجه می‌بندد.
بجز سال‌های بین ۱۹۶۹ و ۱۹۷۲ و همچنین بین ۱۹۷۶ و ۱۹۸۲ که حزب سوسیال دموکرات به رهبری ویلی برانت و هلموت اشمیت با وجود عدم کسب بیشترین تعداد آرا توانستند صدراعظم آلمان را انتخاب کنند، در سایر انتخابات‌ها، حزبی که بیشترین تعداد آرای انتخابات را به‌دست آورده کاندیدای مقام صدراعظم را به بوندستاگ پیشنهاد کرده‌است. در تمام دوره‌های بوندستاگ نیز حزب اصلی در ائتلاف با احزاب کوچکتر یا حزب‌هایی که به‌طور سنتی متحد استراتژیک آن‌ها بودند توانستند اکثریت بالای ۵۰ درصد کرسی‌های بوندستاگ را به‌دست آورند و دولت ائتلافی تشکیل دهند. هیچ حزبی در تاریخ جمهوری فدرال آلمان تاکنون نتوانسته به تنهایی اکثریت ۵۰ درصد کرسی‌های بوندسناگ را به‌دست بگیرد و دولت تشکیل بدهد.
صدراعظم آلمان یکی از وزرای خود را که معمولاً به حزب دیگری در دولت ائتلافی وابستگی حزبی دارد به‌عنوان قائم‌مقام خود منصوب می‌کند که به‌طور غیررسمی از آن با عنوان معاون صدراعظم (آلمانی: Vizekanzler) یاد می‌شود. این مقام در حال حاضر (از سال ۲۰۲۱) بر عهده روبرت هابک از حزب سبز است.

### کابینه
کابینه دولت در آلمان، بدنه اصلی قوه مجریه در این کشور است که از صدراعظم و وزرای فدرال تشکیل می‌شود. اصول بنیادی کابینه و وزارت‌خانه‌های فدرال در مواد ۶۲ تا ۶۹ قانون اساسی آلمان گنجانده شده‌اند.

### نهادها
نهادهای وابسته به دولت فدرال در آلمان عبارتند از:
- آژانس اطلاعات فدرال (Bundesnachrichtendienst)
- اداره فدرال بررسی سوانح هوایی (Bundesstelle für Flugunfalluntersuchung)
- اداره فدرال هوانوردی (Luftfahrt-Bundesamt)
- اداره فدرال بررسی سوانح دریایی (Bundesstelle für Seeunfalluntersuchung)
- آژانس فدرال دریانوردی و هیدروگرافی (Bundesamt für Seeschifffahrt und Hydrographie)
- هیئت فدرال بررسی سوانح ریلی (Eisenbahn-Unfalluntersuchungsstelle des Bundes)
- اداره فدرال راه‌آهن (Eisenbahn-Bundesamt)

## قوه مقننه
قدرت قانون‌گذاری در آلمان در اختیار مجلس فدرال (بوندستاگ) و شورای فدرال (بوندسرات) است. نمایندگان بوندستاگ از طریق رای مستقیم مردم آلمان انتخاب می‌شوند و این در حالی‌ست که بوندسرات از اعضای دولت‌های ایالتی تشکیل شده‌است. قوه مقننه فدرال آلمان دارای صلاحیت قانون‌گذاری انحصاری در حوزه فدرال و صلاحیت قانون‌گذاری در حوزه ایالتی در زمینه‌هایی است که قانون اساسی تعیین کرده‌است.
اختیارات بوندستاگ به‌طور کلی بیشتر از بوندسرات است و فقط در مواردی مربوط به قانون‌گذاری در مواردی همانند توزیع بودجه بین دولت فدرال و ایالت‌ها به تأیید رضایت بوندسرات نیاز دارد. با این حال عملاً در بیشتر موارد طرح‌های تصویب شده در بوندستاگ به موافقت بوندسرات نیز نیازمندند؛ چرا که طرح‌های فدرال در سطوح ایالتی نیز باید به مرحله اجرا درآیند. در صورت بروز اختلاف بین بوندستاگ و بوندسرات، هر یک از طرفین می‌توانند برای یافتن راه‌حل مصالحه به یک کمیته میانجی (Vermittlungsausschuss) رجوع کنند که هیئتی متشکل از ۱۶ عضو بوندستاگ و ۱۶ عضو بوندسرات است.

### بوندستاگ

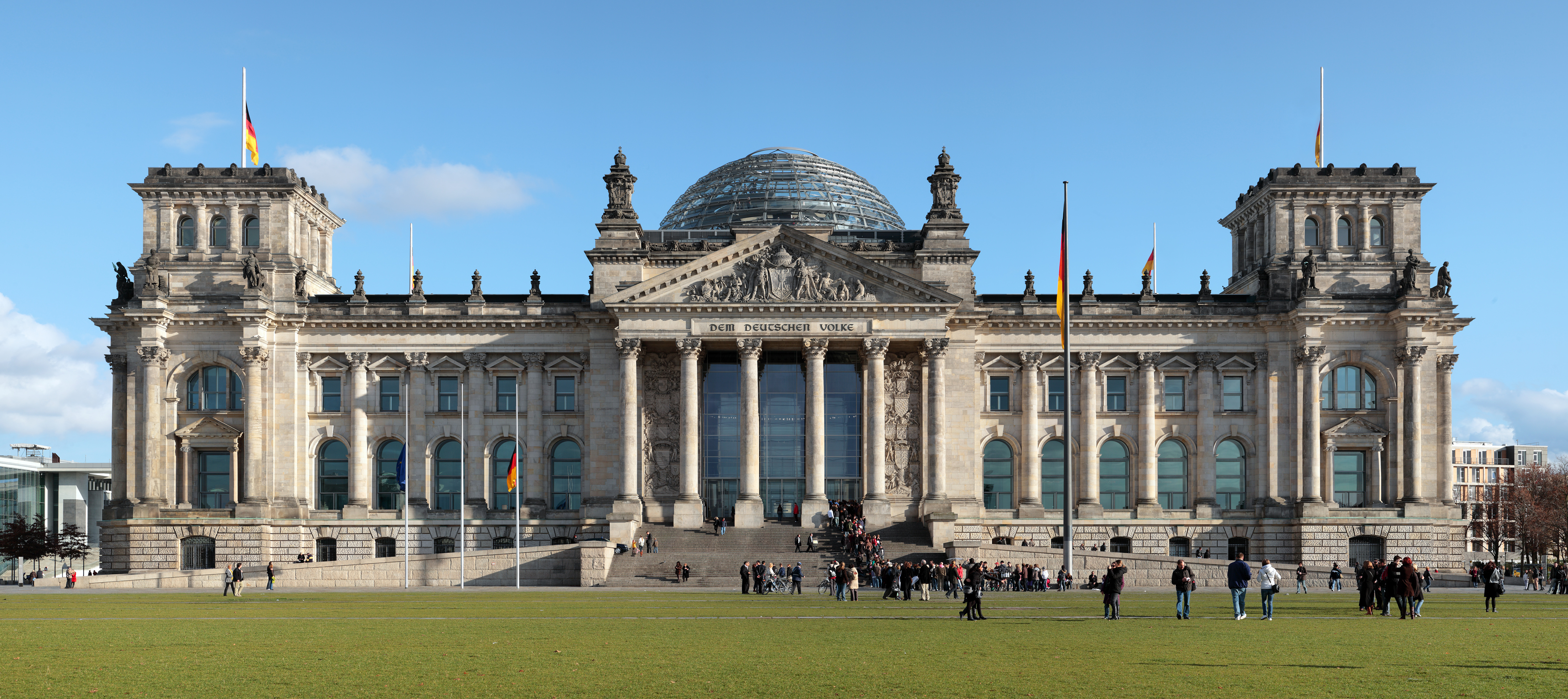
ساختمان رایشستاگ، مقر بوندستاگ یا مجلس فدرال آلمان

مجلس فدرال آلمان یا بوندستاگ که از آن به مجلس سفلی قانون‌گذاری آلمان نیز یاد می‌شود، حداقل از ۵۹۸ نماینده تشکیل شده‌است که هر چهار سال یک بار از طریق نظام انتخاباتی نسبی مختلط با رای مستفیم شهروندان آلمانی انتخاب می‌شوند. از این تعداد، نیمی از نمایندگان یعنی ۲۹۹ نماینده از طریق حوزه انتخابیه با نظام رای‌گیری نخست‌گزینی انتخاب می‌شوند. ۲۹۹ نماینده دیگر از طریق لیست احزاب وارد بوندستاگ می‌شوند. این بدین معنی‌ست که هر شهروند در انتخابات دارای دو برگه رای‌گیری‌ست: در برگه اول به شخص مورد نظر در حوزه انتخابیه خود رای می‌دهد و در برگه دوم به حزب. در رای دوم رای‌دهندگان تعیین می‌کند که یک حزب سیاسی چه تعداد کرسی در پارلمان را از آن خود می‌کند. با این حال، اگر یک حزب با رای اول کرسی‌های بیشتری از آنچه با رای دوم به‌دست آورده کسب کند، در عوض کرسی‌های اضافه دریافت می‌کند؛ بنابراین می‌تواند اعضای بیشتری به بوندستاگ بفرستد. به منظور حفظ توازن قوا بین همه احزاب، احزاب دیگر به اصطلاح کرسی‌های جبرانی (Ausgleichsmandate) دریافت می‌کنند و می‌توانند اعضای اضافی دیگری به مجلس بفرستند.
هر حزب برای ورود به پارلمان دستکم به ۵ درصد آرای کل انتخاباتی یا حداقل سه نماینده از طریق رای مستقیم حوزه انتخابیه نیاز دارد. این قانون که از آن با نام مانع ۵ درصدی یاد می‌شود برای جلوگیری از ورود احزاب بسیار کوچک و پراکندگی سیاسی در بوندستاگ همانند آنچه در دوره جمهوری وایمار اتفاق افتاد وضع شده‌است.
اولین انتخابات فدرال در جمهوری فدرال آلمان (آلمان غربی) در روز ۱۴ اوت ۱۹۴۹ برگزار شد. اولین انتخابات بعد از سقوط دیوار برلین و اتحاد دوباره آلمان در روز ۲ دسامبر ۱۹۹۰ برگزار شد و آخرین انتخابات فدرال تا این لحظه، انتخابات بیستمین دوره بوندستاگ در روز ۲۶ سپتامبر ۲۰۲۱ بود.

## قوه قضاییه

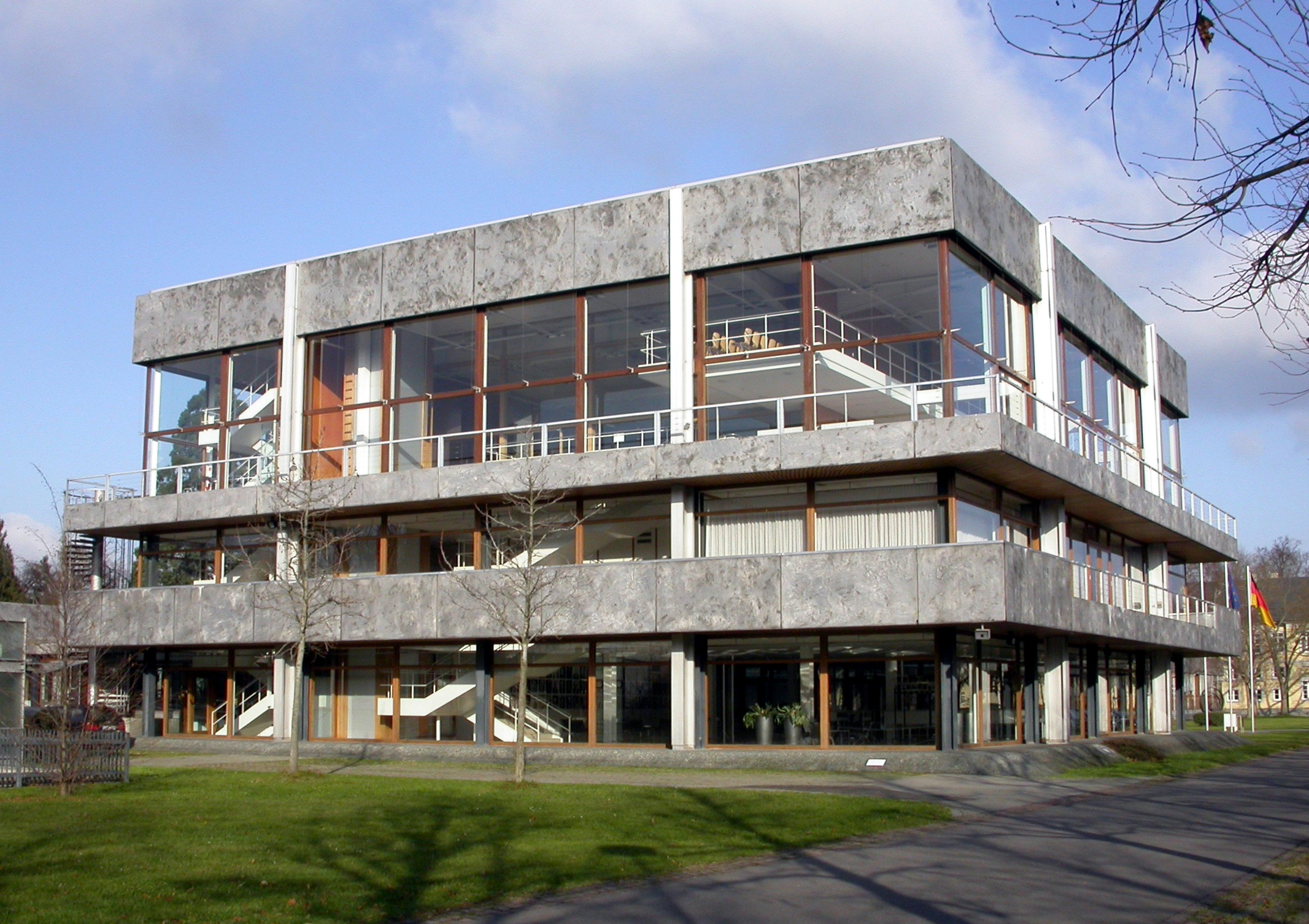
ساختمان دادگاه قانون اساسی آلمان که در شهر کارلسروهه مستقر است

نظام قضایی آلمان بر پایه حقوق سنتی مدنی‌ست. این نظام از سه نوع مختلف دادگاه تشکیل شده‌است:
- دادگاه‌های عادی که با جرائم کیفری و حقوق خصوصی سر و کار دارند و از نظر کمیت بیشترین تعداد دادگاه‌ها را در آلمان شامل می‌شوند. دادگاه فدرال دادگستری بزرگترین دادگاه عادی در آلمان و بزرگترین دادگاه استیناف در آلمان از این نوع است.
- دادگاه‌های ویژه که به مواردی همچون حقوق اداری، قوانین کار، امور اجتماعی، مسائل مالی و ثبت اختراعات رسیدگی می‌کنند.
- دادگاه قانون اساسی که بر بررسی قضایی و تفاسیر قانون اساسی تمرکز دارد. دادگاه فدرال قانون اساسی بزرگ‌ترین دادگاه مرتبط با امور مربوط به قانون اساسی در آلمان است.

تفاوت اصلی بین دادگاه فدرال قانون اساسی و دادگاه فدرال دادگستری این است که دادگاه فدرال قانون اساسی فقط در صورتی ممکن است به جریان بیافتد که یک موضوع مربوط به قانون اساسی در یک پرونده مورد سؤال باشد (مثلاً نقض احتمالی حقوق بشر در یک محاکمه جنایی)، در حالی که دادگاه فدرال دادگستری در هر مورد دیگری صلاحیت قضایی دارد.

## نمای کلی نهادهای دولتی در سطوح مختلف
|                  | مقننه                                         | مجریه                                                                             | قضاییه |
| ---------------- | --------------------------------------------- | --------------------------------------------------------------------------------- | --- |
| سطح اروپایی      | پارلمان اروپا، شورای اتحادیه اروپا            | کمیسیون اروپا                                                                     | دیوان دادگستری اتحادیه اروپا: دیوان دادگستری اروپا، دادگاه عمومی اتحادیه اروپا، دادگاه خدمات مدنی اتحادیه اروپا                                                                                                   |
| سطح فدرال        | بوندستاگ، بوندسرات، کمیته میانجی، کمیته مشترک | دولت فدرال: صدراعظم فدرال، وزرای فدرال نهادهای اداری فدرال                        | دادگاه‌های فدرال: دادگاه قانون اساسی فدرال, دادگاه کار فدرال، دادگاه امور مالی فدرال، دادگاه دادگستری فدرال، دادگاه امور اجتماعی فدرال، دادگاه امور اداری فدرال, دادگاه ثبت اختراع فدرال، دادگاه خدمات نظامی فدرال |
| سطح ایالتی       | لندتاگ (مجالس ایالتی)                         | دولت ایالتی/سنا: نخست‌وزیر ایالتی، شهردار اول وزرای ایالتی/سناتورها ادارات ایالت‌ها | دادگاه‌های ایالتی: دادگاه ایالتی قانون اساسی، دادگاه ایالتی کار، دادگاه ایالتی امور مالی، دادگاه عالی ایالتی، دادگاه ایالتی، دادگاه منطقه‌ای، دادگاه ایالتی امور اجتماعی، دادگاه عالی اداری، دادگاه امور اداری      |
| سطح شهری/منطقه‌ای | شوراهای شهر و منطقه                           | شهرداری‌ها                                                                         | ندارد |

## روابط خارجی
آلمان با بیش از ۱۹۰ کشور در دنیا روابط دیپلماتیک دارد و دارای ۲۳۰ نمایندگی دیپلماتیک در سطح جهانی‌ست. این کشور بزرگترین کمک‌کننده به بودجه اتحادیه اروپا (با تأمین ۲۷٪ کل بودجه اتحادیه) و سومین کمک‌کننده بزرگ به سازمان ملل (با تأمین ۸٪ بودجه این سازمان) است. آلمان یکی از اعضای ائتلاف دفاعی ناتو، سازمان همکاری اقتصادی و توسعه (OECD)، گروه هشت، گروه بیست، بانک جهانی و صندوق بین‌المللی پول (IMF) است.

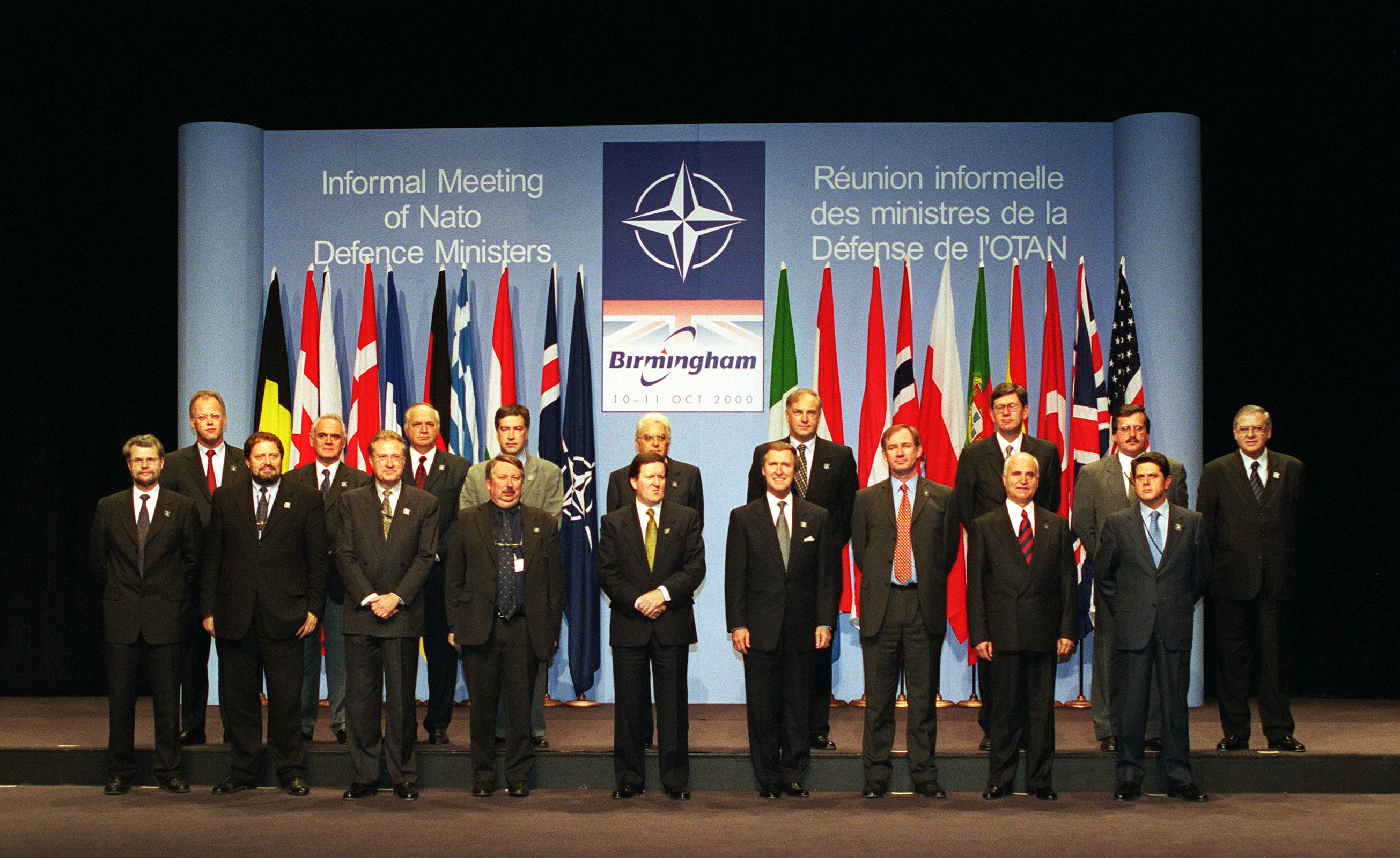
گردهمایی وزرای دفاع عضو ناتو در سال ۲۰۰۰. نهادی که آلمان در سال ۱۹۵۵ به عضویت آن درآمد

آلمان از زمان پیدایش اتحادیه اروپا نقشی پیشرو در این اتحادیه ایفا کرده‌است و از پایان جنگ جهانی دوم اتحادی قوی را با فرانسه حفظ کرده‌است. این اتحاد به ویژه در اواخر دهه ۱۹۸۰ و اوایل دهه ۱۹۹۰ تحت رهبری هلموت کهل، صدراعظم دموکرات مسیحی با فرانسه تحت رهبری فرانسوا میتران رئیس‌جمهور سوسیالیست، مستحکم‌تر شد. آلمان در خط مقدم کشورهای اروپایی است که به دنبال ایجاد یک نظام سیاسی، دفاعی و امنیتی متحدتر اروپایی هستند. این در حالی‌ست که در چندین دهه اول پس از پایان جنگ جهانی دوم، جمهوری فدرال آلمان به دلیل اشغال توسط قدرت‌های خارجی و تبعات شکست در جنگ، جایگاه قابل توجهی در روابط بین‌الملل نداشت.

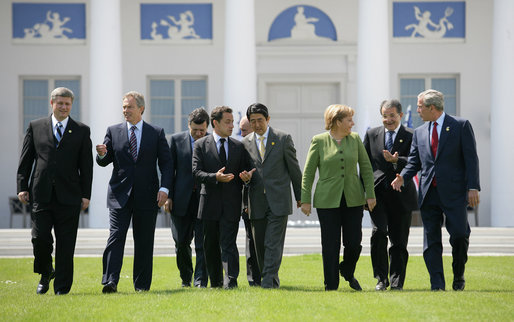
آنگلا مرکل صدراعظم وقت آلمان در سال ۲۰۰۷ میزبان نشست سران گروه هشت بود

در طول جنگ سرد، تقسیم آلمان توسط پرده آهنین آن را به نماد تنش‌های شرق و غرب و میدان نبرد سیاسی در اروپا تبدیل کرد. با این حال، سیاست نگاه به شرق (Ostpolitik) ویلی برانت یک عامل کلیدی در تنش زدایی دهه ۱۹۷۰ بود. در سال ۱۹۹۹، دولت صدراعظم گرهارد شرودر با مشارکت کامل در تصمیمات مربوط به جنگ ناتو علیه یوگسلاوی و با اعزام نیروهای آلمانی به نبرد برای اولین بار پس از جنگ جهانی دوم، سمت و سوی جدیدی برای سیاست خارجی آلمان تعریف کرد.
دولت‌های آلمان و ایالات متحده متحدهای سیاسی نزدیکی هستند. با طرح مارشال در سال ۱۹۴۸، پیوندهای فرهنگی محکمی بین دو کشور ایجاد شد. اگرچه مخالفت شدید شرودر با جنگ عراق از یک سو و روابط نه چندان گرم مابین دونالد ترامپ و آنگلا مرکل از سوی دیگر نشان دهنده کم رنگ شدن دوستی قدرت‌های دو سوی آتلانتیک و سرد شدن نسبی روابط آلمان و آمریکا بود، اما با به قدرت رسیدن جو بایدن در سال ۲۰۲۰ در آمریکا، از میزان سردی روابط آلمان و ایالت متحده کاسته شد.
این دو کشور از نظر اقتصادی نیز به یکدیگر وابسته هستند: ۸/۸ درصد از کالاهای صادراتی آلمان به ایالات متحده صادر می‌شود و ۵/۹ درصد از کالاهای وارداتی آلمان نیز کالاهای آمریکایی هستند که کسری تجاری این مبادلات در سال ۲۰۲۱ بالغ بر ۴۹/۹۰۵- میلیارد دلار برای ایالات متحده (تا انتهای سال ۲۰۲۱) بوده‌است. نشانه‌های دیگر روابط نزدیک دو کشور عبارتند از موقعیت آلمانی-آمریکایی‌ها به عنوان بزرگترین گروه قومی در ایالات متحده و همچنین وجود پایگاه هوایی رامشتاین (در نزدیکی شهر کایزرسلاترن) به عنوان بزرگترین پایگاه نظامی ایالات متحده در خارج از این کشور.
کمک‌های خارجی یکی از حوزه‌های مهم سیاست خارجی آلمان است. این کمک‌ها توسط وزارت همکاری اقتصادی و توسعه فدرال (BMZ) تدوین می‌شوند و توسط سازمان‌های زیربط به مرحله اجرا در می‌آیند. دولت آلمان سیاست توسعه را مسئولیت مشترک جامعه بین‌المللی می‌داند. آلمان در سال ۲۰۲۱ چهارمین کمک کننده بزرگ جهان پس ژاپن، بریتانیا و فرانسه بود. آلمان در این سال حدود ۰/۷۴ درصد از تولید ناخالص داخلی خود را صرف کمک‌های مربوط به توسعه بین‌المللی کرد.

## تقسیمات اداری
آلمان از ۱۶ ایالت تشکیل شده که از آنان با نام Länder یاد می‌شود. به دلیل تفاوت بین گستردگی، تراکم جمعیت و جمعیت مطلق، این تقسیم‌بندی در مواردی همچون ایالت-شهرها (Stadtstaaten) با ایالت‌هایی با قلمروهای وسیع‌تر (Flächenländer) متفاوت است. تا سال ۲۰۱۹ آلمان دارای ۴۰۱ ناحیه مدیریتی (Kreise) بود که از این بین ۲۰۴ ناحیه روستایی یا غیرشهری (Kreise یا Landkreise) و ۱۰۷ ناحیه شهری (kreisfreie Städte یا Stadtkreise) بودند.
| نشان | پرچم | نام ایالت         | پایتخت    | مساحت  | جمعیت      | سال الحاق |
| ---- | ---- | ----------------- | --------- | ------ | ---------- | --------- |
|      |      | بادن-وورتمبرگ     | اشتوتگارت | ۳۵٬۷۵۲ | ۱۰٬۷۵۵٬۰۰۰ | ۱۹۴۹      |
|      |      | بایرن             | مونیخ     | ۷۰٬۵۵۲ | ۱۲٬۵۴۲٬۰۰۰ | ۱۹۴۹      |
|      |      | براندنبورگ        | پوتسدام   | ۲۹٬۴۷۹ | ۲٬۵۰۰٬۰۰۰  | ۱۹۹۰      |
|      |      | برلین             | برلین     | ۸۹۲    | ۳٬۴۶۹٬۰۰۰  | ۱۹۹۰      |
|      |      | برمن              | برمن      | ۴۱۹    | ۶۶۱٬۰۰۰    | ۱۹۴۹      |
|      |      | تورینگن           | ارفورت    | ۱۶٬۱۷۲ | ۲٬۲۳۱٬۰۰۰  | ۱۹۹۰      |
|      |      | راینلاند-فالتز    | ماینز     | ۱۹٬۸۵۳ | ۴٬۰۵۲٬۸۰۳  | ۱۹۴۹      |
|      |      | زارلاند           | زاربروکن  | ۲٬۵۶۹  | ۱٬۰۱۸٬۰۰۰  | ۱۹۵۷      |
|      |      | زاکسن             | درسدن     | ۱۸٬۴۱۶ | ۴٬۱۴۳٬۰۰۰  | ۱۹۹۰      |
|      |      | زاکسن-آنهالت      | ماگدبورگ  | ۲۰٬۴۴۶ | ۲٬۳۳۱٬۰۰۰  | ۱۹۹۰      |
|      |      | شلسویگ-هولشتاین   | کیل       | ۱۵٬۷۹۹ | ۲٬۸۳۳٬۰۰۰  | ۱۹۴۹      |
|      |      | مکلنبورگ-فورپومرن | شورین     | ۲۳٬۱۸۰ | ۱٬۶۳۹٬۰۰۰  | ۱۹۹۰      |
|      |      | نوردراین-وستفالن  | دوسلدورف  | ۳۴٬۰۸۵ | ۱۷٬۸۳۷٬۰۰۰ | ۱۹۴۹      |
|      |      | نیدرزاکسن         | هانوفر    | ۴۷٬۶۰۹ | ۷٬۹۱۴٬۰۰۰  | ۱۹۴۹      |
|      |      | هامبورگ           | هامبورگ   | ۷۵۵    | ۱٬۷۸۸٬۰۰۰  | ۱۹۴۹      |
|      |      | هسن               | ویسبادن   | ۲۱٬۱۱۵ | ۶٬۰۶۶٬۰۰۰  | ۱۹۴۹      |

## برای مطالعهٔ بیشتر
- فهرست احزاب در آلمان
- فهرست دولت‌های جمهوری فدرال آلمان